# Pelidnota sanctidomini
Pelidnota sanctidomini es una especie de escarabajo del género Pelidnota, familia Scarabaeidae.  Fue descrita científicamente por Ohaus en 1905.
Habita en Colombia, Ecuador, Nicaragua y Panamá.